# Thời em đẹp nhất
Thời em đẹp nhất là một live concert diễn ra vào đêm ngày 28 tháng 6 năm 2019 tại khán phòng trụ sở FPT tại Hà Nội của ca sĩ Thu Phương. Đây là live concert đầu tiên của Phương cô tham gia theo phong cách unplugged với số lượng khách mời giới hạn. Thời em đẹp nhất là chương trình thứ 8 trong serie âm nhạc Music Home và là sản phẩm âm nhạc thứ hai cô cộng tác với ban nhạc Anh Em kể từ album Như chưa bắt đầu năm 2002. Chương trình gồm sự tham gia của hai khách mời Phạm Anh Duy và Hoàng Dũng, trở thành chương trình dài nhất trong serie với 2 giờ hát live với nhạc cụ mộc.
Tại chương trình, Thu Phương cũng chính thức ra mắt đĩa đơn cùng tên "Thời em đẹp nhất" của cô được phát hành vào tháng 7 năm 2019.

## Phát hành live concert trực tuyến
- Live concert được phát hành trực tuyến trên ứng dụng chính thức của đơn vị FPT Telecom với các tiết mục riêng lẻ cũng như toàn bộ concert.[6][7]

## Danh sách ca khúc
1. Cô gái đến từ hôm qua
2. Hoa tím ngày xưa
3. Thà làm hạt mưa bay
4. Phía nào đến chân trời
5. Dòng sông lơ đãng
6. Chưa bao giờ
7. Giây phút đầu tiên
8. Như chưa bắt đầu
9. Thuyền giấy
10. Đừng hát khi buồn
11. Yêu xa là khó (với Phạm Anh Duy)
12. Và mùa đông sang (với Hoàng Dũng)
13. Khúc xuân (tam ca)
14. Đêm nằm mơ phố
15. Thời em đẹp nhất (ra mắt đĩa đơn)
16. Quê hương tuổi thơ tôi

## Liveshow quảng bá
- Cuối tháng 7, Thu Phương thực hiện show diễn cùng tên quảng bá cho đĩa đơn "Thời em đẹp nhất".[10][11][12][13]